# جان بيير أميريس
جان بيير أميريس (بالفرنسية: Jean-Pierre Améris )‏ (و. 1961  م) هو مخرج أفلام، وكاتب سيناريو فرنسي، ولد في ليون.

## التعليم
تعلم في المعهد العالي للدراسات السينمائية.

## وصلات خارجية
- جان بيير أميريس على موقع IMDb (الإنجليزية)
- جان بيير أميريس على موقع قاعدة بيانات الأفلام العربية
- جان بيير أميريس على موقع ألو سيني (الفرنسية)
- جان بيير أميريس على موقع أول موفي (الإنجليزية)
- جان بيير أميريس على موقع قاعدة بيانات الأفلام السويدية (السويدية)
- جان بيير أميريس على موقع قاعدة بيانات الفيلم (الإنجليزية)
- جان بيير أميريس على موقع كينوبويسك (الروسية)